# Moncho Peralta
Ramón Peralta Villeda (Chanmagua, Chiquimula, Guatemala, 20 de septiembre de 1961), conocido en su localidad como Moncho Peralta, es un político, agricultor y ganadero guatemalteco. Ha sido alcalde de Esquipulas en dos ocasiones, en 1999 fue elegido por el Frente Republicano Guatemalteco y en 2007 fue elegido por la Unidad Nacional de la Esperanza, esta segunda no puede considerarse una reelección, ya que su triunfo no fue consecutivo, a diferencia del empresario Carlos Lapola, quien logró ser electo consecutivamente en 2011 y 2015.

## Biografía
Nació el 20 de septiembre de 1961, en la comunidad rural de Chanmagua, una aldea ubicada al noreste de Esquipulas, cerca de la frontera con la República de Honduras. La principal actividad económica de esta localidad es la caficultura, agricultura y ganadería, es por ello que Peralta durante su juventud no cursó ningún grado escolar y se dedicó de lleno al trabajo del campo. Sin embargo, en su edad adulta obtuvo estudios básicos, en los cuales aprendió a leer y a escribir, además cuenta con diferentes diplomados y seminarios obtenidos durante su amplia trayectoria política, entre los cuales destaca un seminario de Gestión y Administración Municipal de la Universidad Complutense de España y otros sobre el mismo tema recibidos en El Salvador, Bélgica y Costa Rica, además asistió a un curso sobre la seguridad ciudadana y personal en Israel.
Peralta cuenta con una amplia trayectoria política, ha sido candidato a la alcaldía esquipulteca desde 1999 hasta 2015 y ha pasado por al menos tres partidos políticos (FRG, UNE y LIDER), transfuguismo que le ha sido criticado por la sociedad civil del municipio y sobre el que Peralta ha manifestado que estos partidos políticos sólo son vehículos electorales y que él no se rige por la ideología o doctrinas de estos. Únicamente ha sido electo alcalde en dos ocasiones, en 1999 y 2007. Es el primer esquipulteco nacido en una comunidad rural en ocupar este cargo.
Fue miembro del concejo municipal, cuando Roberto Sagastume Pinto ocupaba el cargo de alcalde y en dos administraciones anteriores. El 28 de agosto de 2015 fallece su padre Alberto "Beto" Peralta Mata.

## Carrera política

### Elección municipal 1999
Después de haber formado parte del concejo municipal (1996-2000), presidido por el profesor Roberto Sagastume Pinto, Peralta se inscribe como candidato a la alcaldía por el Frente Republicano Guatemalteco, partido que ya tenía en el poder a Sagastume. Era la primera vez que participaría para dirigir la comuna esquipulteca, siendo este el comienzo de una amplia trayectoria de participación en la política del municipio. Tenía el apoyo del alcalde en funciones, hecho que benefició a Peralta ya que este había ejercido una buena administración. Según el resultado oficial que proyectó el Tribunal Supremo Electoral, Ramón Peralta fue elegido alcalde municipal, siendo este el primer esquipulteco, no nacido en la ciudad el cual ejercería ese cargo público.
| Candidatos | Candidatos                 | Partidos       | Partidos       | Votos | % |
| ---------- | -------------------------- | -------------- | -------------- | ----- | - |
|            | Moncho Peralta             |                | FRG            | 3,460 |   |
|            | Julio Lima                 |                | PAN            | 3,527 |   |
|            | Juan Pablo Espino          |                | MLN-UCN        | 2,726 |   |
|            | Víctor Hugo Argueta Corado |                | PLP            | 99    |   |
|            | Votos Válidos              | Votos Válidos  | Votos Válidos  | 9,542 |   |
|            | Votos Nulos                | Votos Nulos    | Votos Nulos    | 270   |   |
|            | Votos Blancos              | Votos Blancos  | Votos Blancos  | 96    |   |
|            | Votos Emitidos             | Votos Emitidos | Votos Emitidos | 9,908 |   |

### Elección municipal 2003
|  | 55 % |

|  | 38 % |

|  | 3.9 % |

|  | 2 % |

|  | 0.4 % |

Resultados oficiales del TSE.

### Elección municipal 2007
|  | 40.74 % |

|  | 27.52 % |

|  | 18.43 % |

|  | 8.74 % |

|  | 2.73 % |

|  | 1.85 % |

Resultados oficiales del TSE.

### Gobierno municipal (2008-2012)
Ramón Peralta fue juramentado como alcalde de Esquipulas el 15 de enero de 2008, regresando nuevamente al poder edil luego de cuatro años de haberlo entregado a Julio Lima. El acto protocolario se llevó a cabo en la Municipalidad de Esquipulas, en el cual Lima (alcalde saliente) dirigió su último discurso estando en funciones, en el cual agradeció la oportunidad que le habían dado los esquipultecos al elegirlo hace cuatro años, manifestando que en su período gobernó para el pueblo y por el pueblo, agradeció también a diferentes instituciones y a los empleados municipales. Además Lima manifestó que su concejo siempre estuvo unido, luego se dio lugar al juramento en el cual legalmente tomó posesión del cargo a Peralta. Finalmente, ya juramentado como alcalde dirigió su discurso oficial, el cual comenzó criticando fuertemente al exalcalde y a los miembros del concejo predecesor, enfatizando también que los ciudadanos no son conscientes al momento de elegir a sus autoridades, justificando que él no hubiera ganado las elecciones de 2003. Además habla de que trabajará en favor del pueblo conjuntamente con su equipo de trabajo (concejales y síndicos) y que espera el apoyo del pueblo, luego en la parte final de su discurso, Peralta siguió criticando a su predecesor, y pidió disculpas si juzgaba mal y hace mención de la deuda municipal en la cual habla de un aproximado de doce millones de quetzales, pero aclara que él informará en el mes de febrero la situación financiera de la comuna esquipulteca.

### Elección municipal 2011
|  | 45.00 % |

|  | 26.05 % |

|  | 25.84 % |

|  | 2.23 % |

|  | 0.87 % |

Resultados oficiales del TSE.

### Elección municipal 2015
|  | 41.64 % |

|  | 25.05 % |

|  | 18.79 % |

|  | 7.31 % |

|  | 7.14 % |

Resultados oficiales del TSE.
| Predecesor: Julio Roberto Lima | Alcalde del Municipio de Esquipulas 2008 - 2012 | Sucesor: Carlos Lapola Rodríguez |

| Predecesor: Roberto Sagastume Pinto | Alcalde del Municipio de Esquipulas 2000 - 2004 | Sucesor: Julio Roberto Lima |